# Zaommomentedon brevipetiolatus
Zaommomentedon brevipetiolatus är en stekelart som beskrevs av Kamijo 1990. Zaommomentedon brevipetiolatus ingår i släktet Zaommomentedon och familjen finglanssteklar. Inga underarter finns listade i Catalogue of Life.